# Эскюрес
Эскюре́с (фр. Escurès) — коммуна во Франции, находится в регионе Аквитания. Департамент — Атлантические Пиренеи. Входит в состав кантона Тер-де-Люи и Кото-дю-Вик-Бий. Округ коммуны — По.
Код INSEE коммуны — 64210.

## География

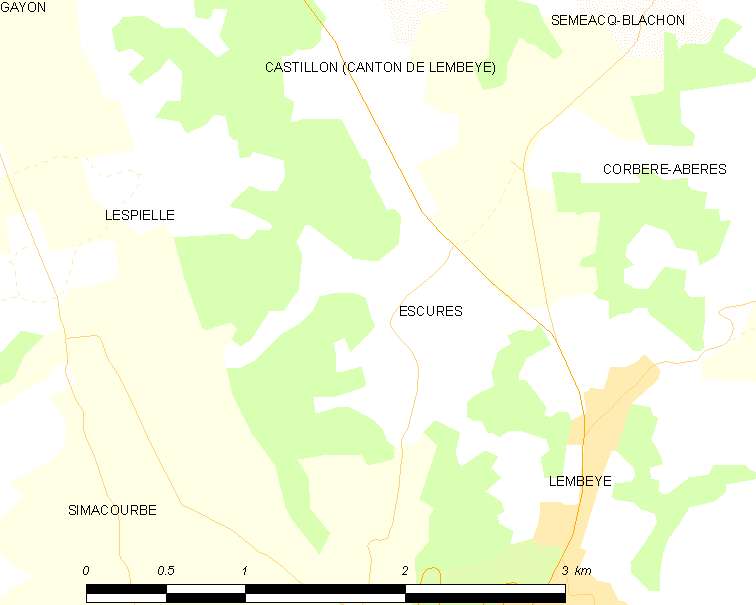
Карта коммуны

Коммуна расположена приблизительно в 630 км к югу от Парижа, в 160 км южнее Бордо, в 27 км к северо-востоку от По.
На западе коммуны протекает река Леес.

### Климат
Климат тёплый океанический. Зима мягкая, средняя температура января — от +5°С до +13°С, температуры ниже −10 °C бывают редко. Снег выпадает около 15 дней в году с ноября по апрель. Максимальная температура летом порядка 20-30 °C, выше 35 °C бывает очень редко. Количество осадков высокое, порядка 1100 мм в год. Характерна безветренная погода, сильные ветры очень редки.

## Население
Население коммуны на 2010 год составляло 157 человек.
| 1962 | 1968 | 1975 | 1982 | 1990 | 1999 | 2010 |
| ---- | ---- | ---- | ---- | ---- | ---- | ---- |
| 112  | 83   | 83   | 101  | 142  | 137  | 157  |

## Администрация
| Период | Период | Фамилия   | Партия | Примечания |
| ------ | ------ | --------- | ------ | ---------- |
| 1995   | 2020   | Жан Набос |        |            |

## Экономика
В 2010 году среди 95 человек трудоспособного возраста (15-64 лет) 65 были экономически активными, 30 — неактивными (показатель активности — 68,4 %, в 1999 году было 78,4 %). Из 65 активных жителей работали 58 человек (30 мужчин и 28 женщин), безработных было 7 (2 мужчин и 5 женщин). Среди 30 неактивных 4 человека были учениками или студентами, 19 — пенсионерами, 7 были неактивными по другим причинам.

## Достопримечательности
- Церковь Св. Орана (XII век). Исторический памятник с 1997 года[4]
- Церковь Св. Николая (XI век)[5]

## Фотогалерея

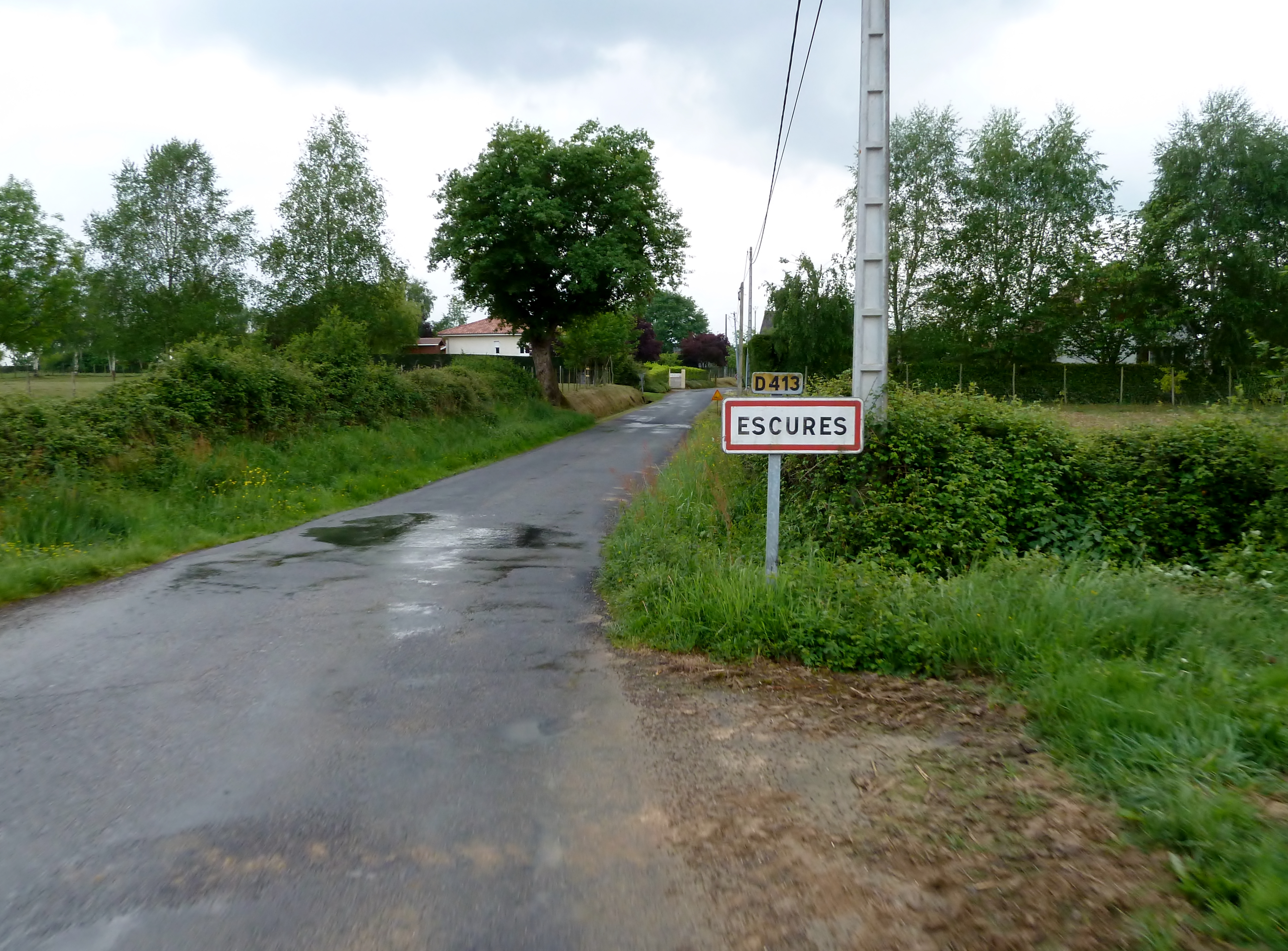
Въезд в Эскюрес
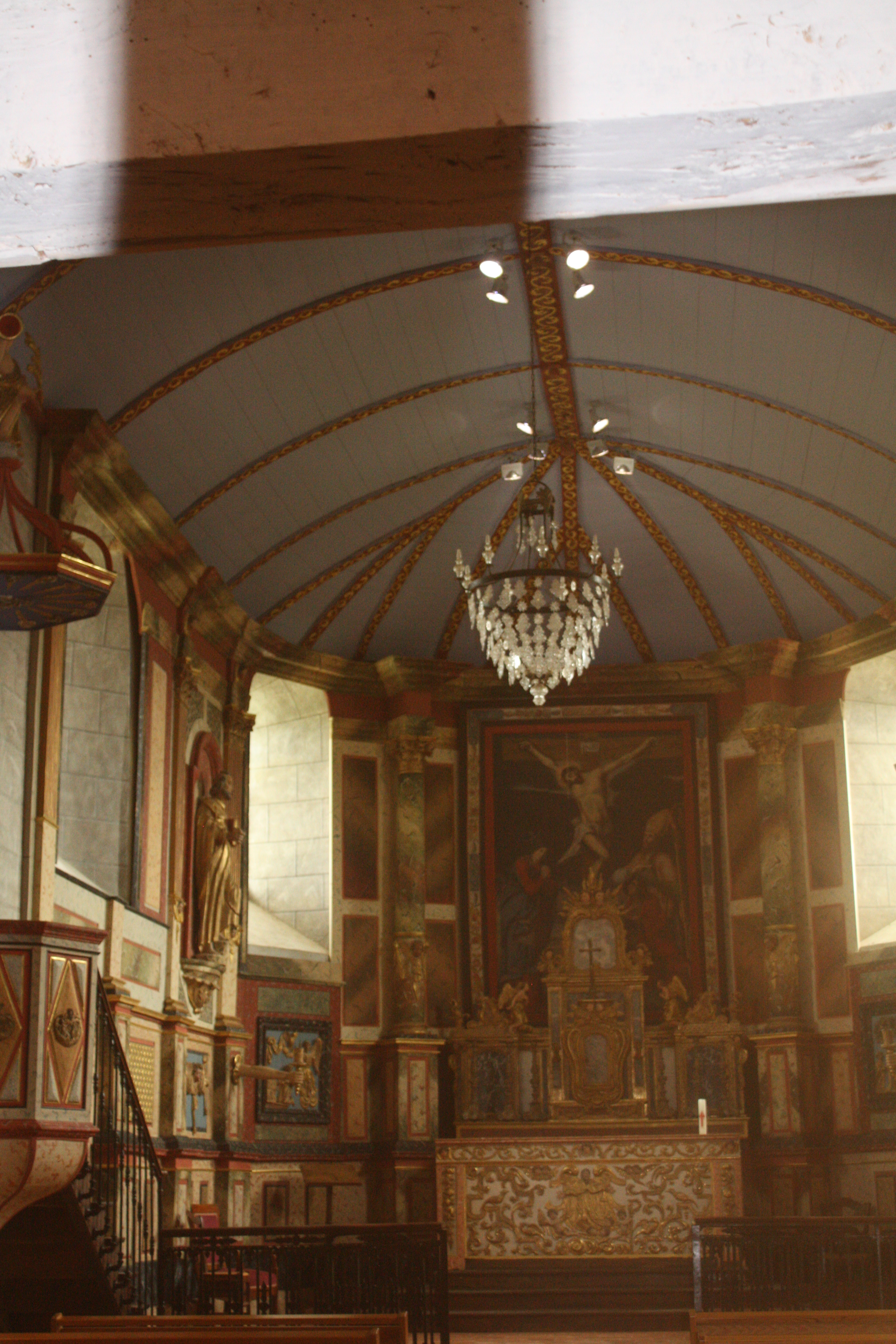
Интерьер церкви Св. Орана
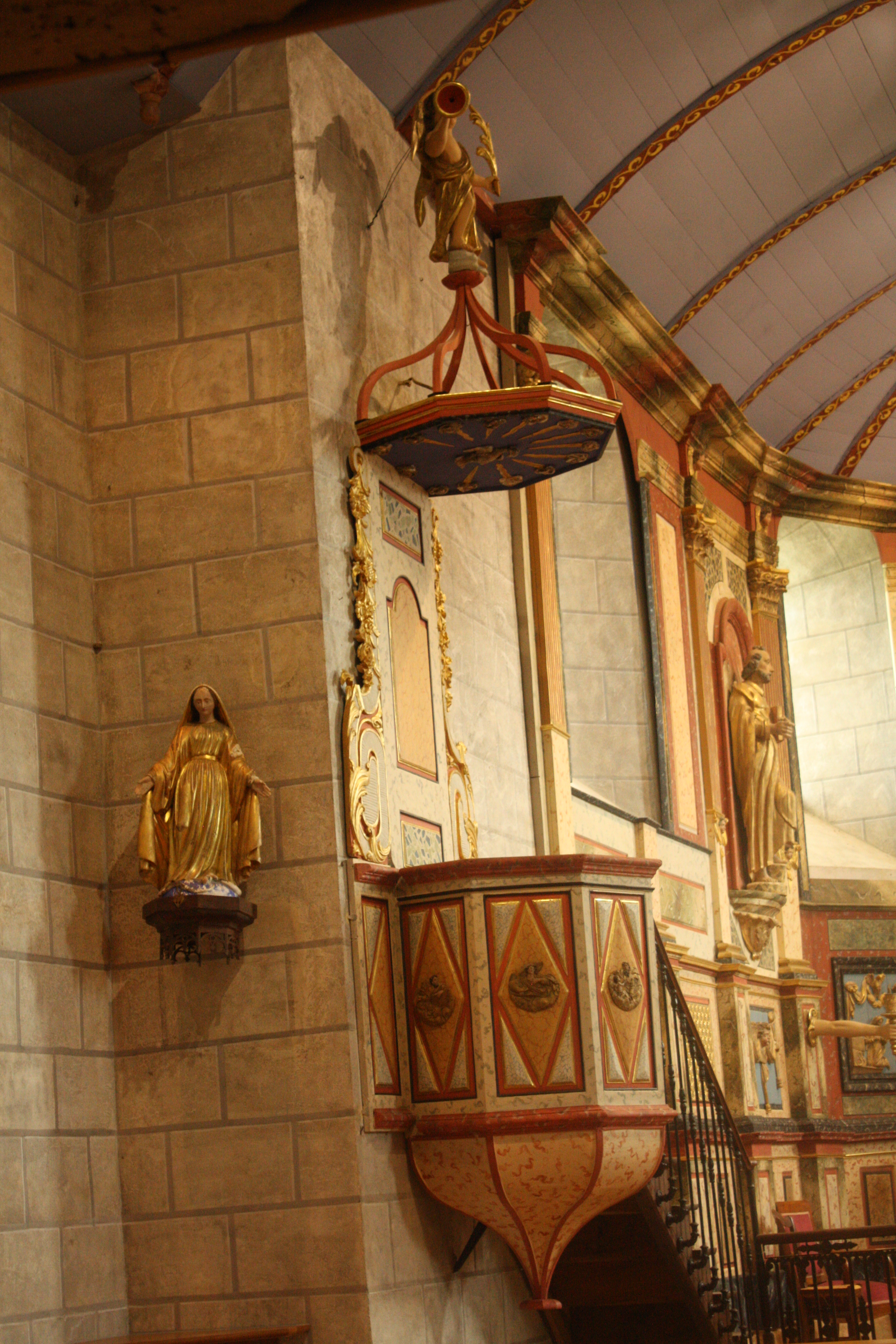
Интерьер церкви Св. Орана